# Sergey Aleksandrovich Chernykh
Sergey Aleksandrovich Chernykh (tiếng Nga: Сергей Александрович Черных; 22 tháng 2 [lịch cũ 9 tháng 2] năm 1912 - 16 tháng 10 năm 1941) là một phi công chiến đấu Liên Xô trong Nội chiến Tây Ban Nha, sau đó trở thành Thiếu tướng kiêm Tư lệnh Sư đoàn Hàng không Hỗn hợp số 9 vào thời điểm Liên Xô bị Đức Quốc xã xâm lược. Sau khi đơn vị dưới quyền chỉ huy của ông bị phá hủy bởi các cuộc tấn công ném bom của Không quân Đức, ông bị bắt tại Bryansk với tội danh không hành động, hèn nhát và không tuân theo mệnh lệnh và bị xử tử tại trường bắn Kommunarka vào tháng 10 năm 1941. Ông đã được phục hồi danh dự năm 1958.

## Tiểu sử
Chernykh sinh ngày 22 tháng 2 năm 1912 tại thành phố Nizhny Tagil, thuộc Đế quốc Nga, trong một gia đình thuộc tầng lớp lao động Nga. Sau khi hoàn thành bảy lớp học, ông làm thợ máy tại một tổng kho địa phương trước khi gia nhập Hồng quân năm 1930. Năm 1932, ông trở thành đảng viên Đảng Cộng sản, và năm 1933 ông tốt nghiệp Trường Hàng không Quân sự Stalingrad. Kể từ tháng 12 năm 1933, ông phục vụ trong Phi đội Hàng không 107 của Quân khu Moskva. Ông được thăng cấp Trung úy vào năm 1936 cùng với chức vụ chỉ huy biên đội.
Tháng 11 năm 1936, ông tham gia cuộc nội chiến Tây Ban Nha với tư cách chỉ huy bay trong phi đội máy bay chiến đấu I-16. Cuối tháng 12 năm đó, ông đã bắn rơi 3 máy bay địch và trở thành phi công Liên Xô đầu tiên bắn rơi một chiếc Bf-109. Ông trở lại Liên Xô vào năm 1937, tích lũy được 115 giờ bay trong chiến đấu và giành được 5 chiến thắng cá nhân và 2 chiến công tập thể trên không. Ngày 31 tháng 12 năm 1936, ông được tuyên dương danh hiệu Anh hùng Liên Xô vì những chiến công ở Tây Ban Nha.
Tháng 5 năm 1937, ông được thăng cấp bậc Thượng úy và được bổ nhiệm làm chỉ huy trưởng một đội hàng không, và cùng năm đó ông trở thành chỉ huy phi đội và được thăng cấp Thiếu tá. Năm 1937, Sergey Chernykh được bầu vào Xô viết Tối cao Liên Xô. Đến đầu năm 1938, ông lại được thăng cấp Đại tá và được điều động về Lữ đoàn Hàng không 83 (Bryansk). Năm 1938, ông được bổ nhiệm làm Phó Tư lệnh Lực lượng Không quân của Tập đoàn quân đặc biệt Cờ đỏ Viễn Đông, sau này là Tập đoàn quân Cờ đỏ 1 và 2. Tại các vị trí này, Chernykh đã tham gia Trận hồ Khasan.
Năm 1940, sau khi tốt nghiệp khóa học nâng cao trình độ chỉ huy không quân tại Học viện Bộ Tổng Tham mưu, ông nhận chức Phó Tư lệnh Lực lượng Phòng không Quân khu Odessa, được thăng cấp Lữ đoàn trưởng (kombrig). Ông tiếp tục thăng tiến, và cuối cùng được bổ nhiệm làm Tư lệnh Sư đoàn Hàng không Liên hợp số 9, được triển khai tại xung quanh Bialystok, một trong những đơn vị hàng không lớn nhất và được trang bị tốt nhất của Quân khu đặc biệt phía Tây.

## Thế chiến thứ hai
Ngày 22 tháng 6 năm 1941, Chiến dịch Barbarossa nổ ra. Ngay từ những phút đầu tiên, các máy bay ném bom của Không quân Đức đã tấn công các sân bay mà sư đoàn của Chernykh trú đóng. Mặc dù đã thực hiện nhiều nỗ lực khác nhau để chống lại hàng loạt cuộc tấn công, bao gồm cả Thiếu tướng Chernykh tham gia cùng những người sống sót của mình cất cánh trên vài chiếc máy bay còn sử dụng được để tiếp chiến, ông vẫn bị buộc tội không hành động và hèn nhát sau đó. Những cáo buộc như vậy đã được thực hiện mặc dù Sư đoàn 9 đã mất liên lạc với sở chỉ huy trong các cuộc tấn công bất ngờ, thiếu nhiên liệu rất cần thiết, và một số phi công trong sư đoàn chỉ mới vừa được huấn luyện lái chiếc máy bay mới mà họ vừa nhận được. Sư đoàn hàng không hỗn hợp số 9 đã mất 347 trong số 409 máy bay, trong đó có nhiều nhất là 57 chiếc MiG-3 và 52 chiếc I-16 của Trung đoàn tiêm kích 129. Ngày 28 tháng 6 năm 1941, Chernykh đã nhầm một số máy bay Liên Xô đang hạ cánh trên sân bay Sescha với một cuộc tấn công đường không của Đức Quốc xã sắp tới, ra lệnh phá hủy các thiết bị của sân bay và rời sân bay để báo cáo tình hình cho sở chỉ huy. Chernykh sau đó bị bắt vì "rút lui trái phép" vào ngày 8 tháng 7 năm 1941; sau đó, ông bị tòa án quân sự xét xử và bị kết án tử hình vào ngày 28 tháng 7 năm 1941. Ông bị hành quyết tại trường bắn Kommunarka vào ngày 16 tháng 10 năm 1941 cùng với nhiều chỉ huy quân đội Liên Xô khác, những người bị cho là nguyên nhân khiến Liên Xô thất bại trong việc đẩy lùi cuộc xâm lược bất ngờ của Đức.
Ngày 5 tháng 8 năm 1958, ông được Hội đồng quân sự Tòa án tối cao Liên Xô tuyên bố phục hồi danh dự.

## Giải thưởng quân sự
- "Sao vàng" (1939) Anh hùng Liên Xô (31/12/1936);
- Huân chương Lenin (31/12/1936);
- Huân chương Sao đỏ (26/5/1936);